# Joseph Bidez
Marie Auguste Joseph Bidez (ur. 9 kwietnia 1867 we Frameries, zm. 20 września 1945 w Oostakker) – hellenista, profesor Uniwersytetu Gandawskiego.